# 하이 스트리트
하이 스트리트(High Street)는 특히 영국과 영연방에서 도시, 타운 또는 빌리지의 주요 비즈니스 거리에 대한 일반적인 거리 이름이다. 이는 비즈니스, 특히 쇼핑의 중심지임을 의미한다. 이는 또한 소매 (상업) 부문에 대한 환유이기도 하다.
소비자 지출의 급속한 증가와 함께 영국의 하이 스트리트 수는 17세기부터 증가했으며, 산업 혁명에 의해 촉발된 성장하는 도시와 도시에 이끌려 빅토리아 시대 영국에서 정점에 도달했으며, 도시화 속도는 전례가 없었다. 20세기 후반 이후에는 시외쇼핑센터의 성장으로 하이스트리트의 번영이 쇠퇴하였고, 21세기 초부터는 온라인 소매업의 성장으로 인해 많은 상점이 폐점하고 폐업하게 되었다. 영국 정부는 하이 스트리트를 활성화하고 보존하기 위한 계획을 고려하도록 촉구했다.
하이 스트리트는 영국에서 가장 일반적인 거리 이름으로, 2009년 통계 집계에 따르면 하이 스트리트는 5,410개, 스테이션 로드는 3,811개, 메인 스트리트는 2,702개로 구성되어 있다.

## 같이 보기
- 소매 (상업)
- 다운타운
- 중심 업무 지구
- 도심
- 쇼핑